# Henry M. Lebo
Henry M. „Hank“ Lebo ist ein Kameramann.

## Leben und Karriere
Lebo begann sein Wirken für Fernsehfilme gegen Ende der 1970er Jahre als Kamera-Assistent. Ab den 1980er Jahren war er Kameramann für die Fernsehserien Hunter und Das A-Team. Als Bildregisseur war er für die Filme Tatort Schlafzimmer, Zur Lüge gezwungen und Alf – Der Film tätig. 1999 war Lebo bei den Leo Awards in der Kategorie Best Cinematography in a Dramatic Series für die Serie Nothing Too Good for a Cowboy nominiert. Mitte der 2000er Jahre beendete er seine aktive Karriere für Fernsehen und Kino.
Lebo ist Mitglied der Canadian Society of Cinematographers.

## Filmografie (Auswahl)

### Filme
- 1992: Wer erben will, muß zahlen (Nickle And Dime)
- 1995: Tatort Schlafzimmer (Dangerous Intentions); Fernsehfilm
- 1995: Schicksalsschläge (A Child's Wish); Fernsehfilm
- 1996: Zur Lüge gezwungen (Forgotten Sins); Fernsehfilm
- 1996: Alf – Der Film (Project: ALF); Fernsehfilm
- 1997: Kopfgeld für mich (Dirty Little Secret); Fernsehfilm
- 1997: Mein Chef – Das Schwein! (Badge of Betrayal); Fernsehfilm
- 1997: Weihnachten im Wilden Westen (Ebenezer); Fernsehfilm
- 1999: Final Speed – Stoppt den Todeszug! (Final Run); Fernsehfilm
- 1999: The Silencer – Lautlose Killer (The Silencer)
- 2000: Christmas Babies – Ein Geschenk des Himmels (Special Delivery)
- 2001: The Miracle of the Cards – Craig gibt nicht auf (The Miracle of the Cards); Fernsehfilm

### Serien
- 1985: Hunter (Hunter, 3 Folgen)
- 1985–1986: Das A-Team (The A-Team, 22 Folgen)
- 1988–1989: Freddy’s Nightmares: A Nightmare on Elm Street – Die Serie (Freddy's Nightmares, 17 Folgen)
- 1989: Zurück in die Vergangenheit (Quantum Leap, 2 Folgen)
- 1991–1993: Ein amerikanischer Traum (Homefront, 10 Folgen)
- 1999: Nothing Too Good for a Cowboy (13 Folgen)

## Weblink
- Henry M. Lebo bei IMDb